# Adam Metelski
Adam Metelski (ur. 26 listopada 1983 w Poznaniu) – polski koszykarz, występujący na pozycji środkowego, obecnie zawodnik Biofarmu Basket Poznań.

## Życiorys
Zaczynał karierę w Pyrze Poznań. W tym klubie występował do 2002. Przez następnie 4 lata grał w Stanach Zjednoczonych w ligach NJCAA i NCAA. Metelski sezon 2006/2007 spędził na Węgrzech, gdzie zdobył wicemistrzostwo kraju oraz wystąpił w finale Pucharu Węgier. Potem występował w Tarnovii Tarnowo Podgórne. Sezon 2008/2009 zaczął w zespole PBG Basket Poznań. Odszedł z klubu w trakcie rozgrywek, zatrudniony przez AZS Koszalin po kontuzji Ime Oduoka. 20 sierpnia 2009 przedłużył kontrakt z AZS-em na następny sezon. W latach 2010–2012 występował w Polpharmie Starogard Gdański. Od 2012 jest zawodnikiem AZS Politechniki Poznańskiej.

## Osiągnięcia
Drużynowe
- Wicemistrz Węgier (2007)
- Zdobywca:
  - Pucharu Polski (2010, 2011)
  - Superpucharu Polski (2011)

Indywidualne
- II skład I ligi (2013)[7]
- Lider I ligi w:
  - zbiórkach (2013, 2014)
  - blokach (2018)

## Statystyki
| Sezon     | Drużyna            | M  | S5 | MPG  | FG% | 3P% | FT% | RPG  | APG | SPG | BPG | PPG  |
| --------- | ------------------ | -- | -- | ---- | --- | --- | --- | ---- | --- | --- | --- | ---- |
| 2001/2002 | Pyra (I liga)      | 25 |    |      |     |     |     |      |     |     |     | 3,3  |
| 2007/2008 | Tarnovia (I liga)  | 24 |    | 34,6 | 51% | 0%  | 52% | 10,3 | 0,9 | 0,5 | 1,3 | 14,4 |
| 2008/2009 | PBG Basket (PLK)   | 9  | 0  | 4,1  | 11% | 0%  | 50% | 1,6  | 0,1 | 0,0 | 0,2 | 0,4  |
| 2008/2009 | AZS Koszalin (PLK) | 18 | 2  | 11,7 | 69% | 0%  | 47% | 3,4  | 0,1 | 0,2 | 0,4 | 3,4  |
| 2009/2010 | AZS Koszalin (PLK) | 30 | 9  | 15,0 | 60% | 0%  | 63% | 4,0  | 0,1 | 0,2 | 0,5 | 4,5  |
| 2010/2011 | Polpharma (PLK)    | 20 | 2  | 12,9 | 60% | 0%  | 69% | 3,1  | 0,3 | 0,1 | 0,7 | 3,8  |
| 2011/2012 | Polpharma (PLK)    | 38 | 4  | 16,3 | 56% | 0%  | 45% | 4,0  | 0,2 | 0,1 | 0,6 | 4,4  |